# UGM-27 Polaris
UGM-27 «Поларіс» (англ. UGM-27 «Polaris», [pə’lɑ:rɪs] — Полярна зірка) — американська двоступенева твердопаливна балістична ракета (БРПЧ), призначена для розміщення на атомних підводних човнах (ПЧАРБ).
Polaris розроблювались для заміни ракет другого покоління «Регулус». Передбачалось, що флот використовуватиме їх для завдання ядерного удару у відповідь.
Перший запуск ракети відбувся 7 січня 1960 з мису Канаверал у Флориді.
Відповідно до американо-британської угоди, ракети «Поларіс» також використовувались на британських підводних човнах у період з 1968 до середини 1990х років.
З 1972 року ракети «Посейдон» почали замінювати «Поларіс» на атомних підводних човнах США. Однак до 1980 року деякі човни класу «Етен Аллен» та «Джордж Вашингтон» продовжували використовувати Polaris A-3. Пізніше усі ці ракети було остаточно замінено на «Трайдент».
Для організації вирішення надскладних проблем, що виникали під час розробки, довелось оновлювати технології управління проєктами. Наприклад, замість діаграм Ганта було впроваджено методологію PERT.

## Історія розробки
На початку флот віддавав перевагу крилатим ракетам типу «Регулус», що використовувались на човнах класу Grayback. Однак значним недоліком таких систем (а також МБР типу «Юпітер») було те, що для запуску підводний човен мав підніматись і деякий час залишатись на поверхні. Під час запуску підводні човни ставали дуже вразливими.
Згодом стало зрозуміло, що твердопаливні ракетні системи мають кращі характеристики точності та дальності польоту. Крім того, такі ракети можна було запускати з підводного положення, що збільшувало захищеність субмарин.
У 1958 командування флоту США ухвалило рішення про вихід із програми «Юпітер» та розробку власної ракети для озброєння підводних човнів. Пізніше після ряду дискусій було прийнято рішення, що ракети «Поларіс» буде встановлено на 41 ПЧ різних типів.
Офіційним підрядником для виробництва усіх трьох модифікацій ракети стала компанія Lockheed Missiles and Space Company.
Програму Polaris було започатковано в 1956. 20 липня 1960 відбувся перший пуск ракет з ПЧАРБ USS George Washington, що знаходився у зануреному положенні.
15 листопада 1960 БРПЧ «Polaris A-1» була прийнята на озброєння в США. Вона перебувала на озброєнні всього п'ять років, до середини 60-х років, а потім була замінена на модифіковані ракети з кращими основними ТТХ (дальність, точність, потужність і тип бойового оснащення)
У кінці 1961 було введено нову модифікацію ракети, A-2. Через проблеми з боєголовками типу W47 багато з цих ракет були відкликані для ремонту. Наступну і останню модифікацію A-3 було розроблено на основі боєголовок W58.

## Супроводження
Для запуску ракет підводні човни мали знати своє точне місцезнаходження. Для вирішення цієї задачі було розроблено супутникову систему навігації Transit — попередника GPS. Робота над цією системою почалась у 1958 в лабораторіях Університету Джона Гопкінса.
Система Transit почала працювати у 1964, а до того часу ПЧАРБ використовували інші методи навігації, зокрема LORAN.
Також спеціально для обробки навігаційних даних на підводних човнах було розроблено комп'ютер AN/UYK-1. Оперативна пам'ять складала 8192 слова, частота роботи 333 кГц (один такт на 3 мікросекунди). Корпус ЕОМ був відносно компактним (1,5 м заввишки) та водонепроникним.
Виробництво ракет Polaris припинилось в середині 1968, однак флот США продовжував використовувати їх до початку 1982.

## Характеристики

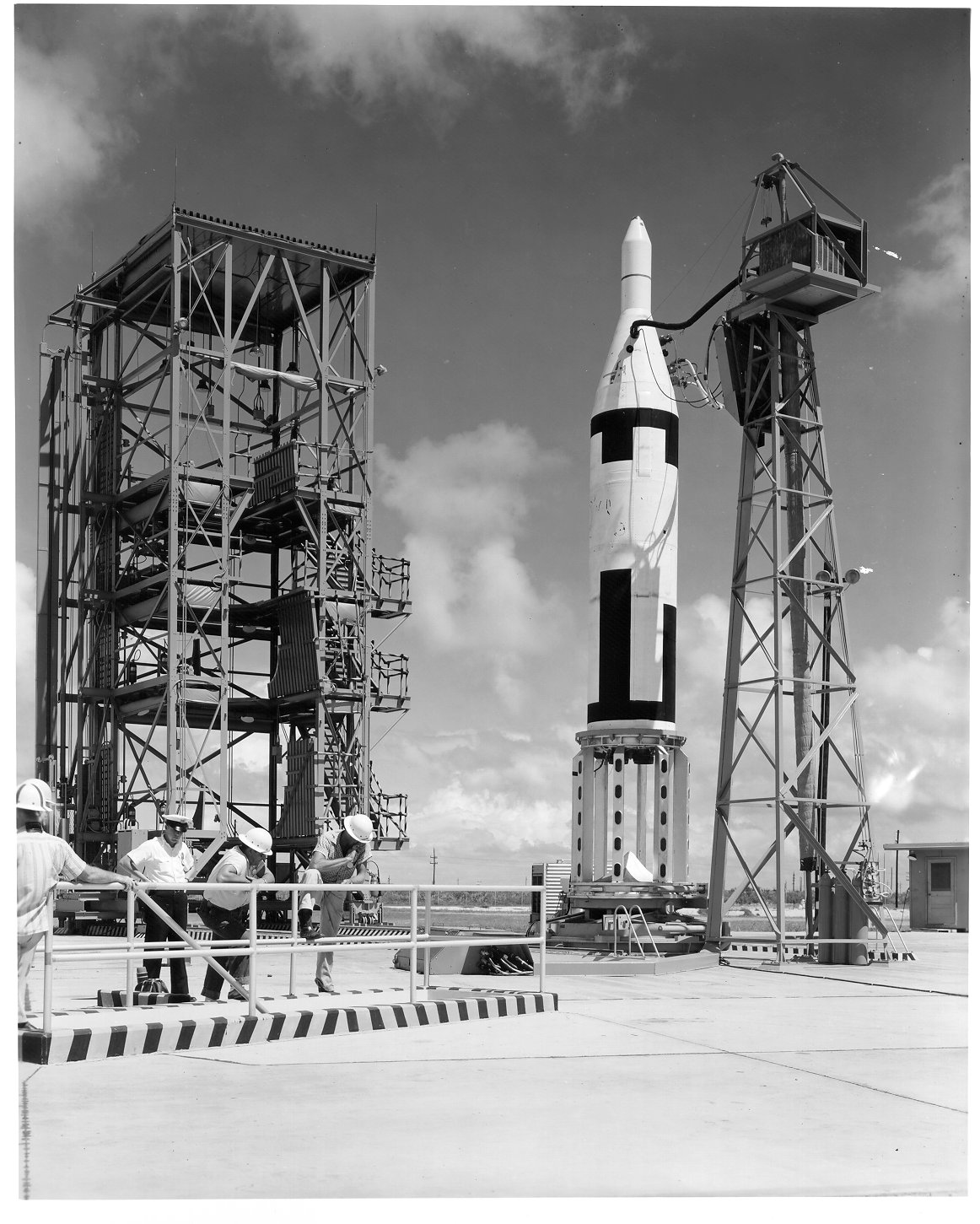
Polaris A-1 перед тестовим запуском на мисі Канаверал

Ракети першого покоління Polaris мали радіус дії 2200 км і могли нести одну ядерну боєголовку типу W-47-Y1 потужністю 600 кт. Кругове імовірне відхилення складало 1800 м, тобто ракета з імовірністю 50 % могла влучити у коло такого радіусу.
Polaris A-1 були твердопаливними двоступеневими ракетами. Їх довжина складала 8,7 м, діаметр 1,4 м, стартова вага 13100 кг.
На ПЧАРБ класу «Джордж Вашингтон» розміщували по 16 таких ракет.
Розробка нових боєголовок типу W47 почалась під керівництвом Гарольда Брауна у 1957 році. 6 травня 1962 відбулось тестування нової модифікації A-2 з цими боєголовками. Довжина A-2 збільшилась до 9,45 м, вага до 14700 кг, радіус дії до 2800 км.
Перший тестовий політ модифікації A-3 відбувся 7 серпня 1962 з полігону на мисі Канаверал, а перший запуск з зануреного підводного човна виконали 26 жовтня 1963. 28 вересня 1964 ПЧАРБ USS Daniel Webster вперше відправився на бойове чергування з ракетами такого типу.
Маса ракет A-3 становила 16200 кг, довжина — 9,86 м, радіус дії — 4600 м. У A-3 використовувалась боєголовка типу W58. У польоті вона розділялась на три окремі частини, кожна потужністю 200 кт.
Всього було виготовлено 1409 ракет всіх модифікацій.

## Polaris для Великої Британії

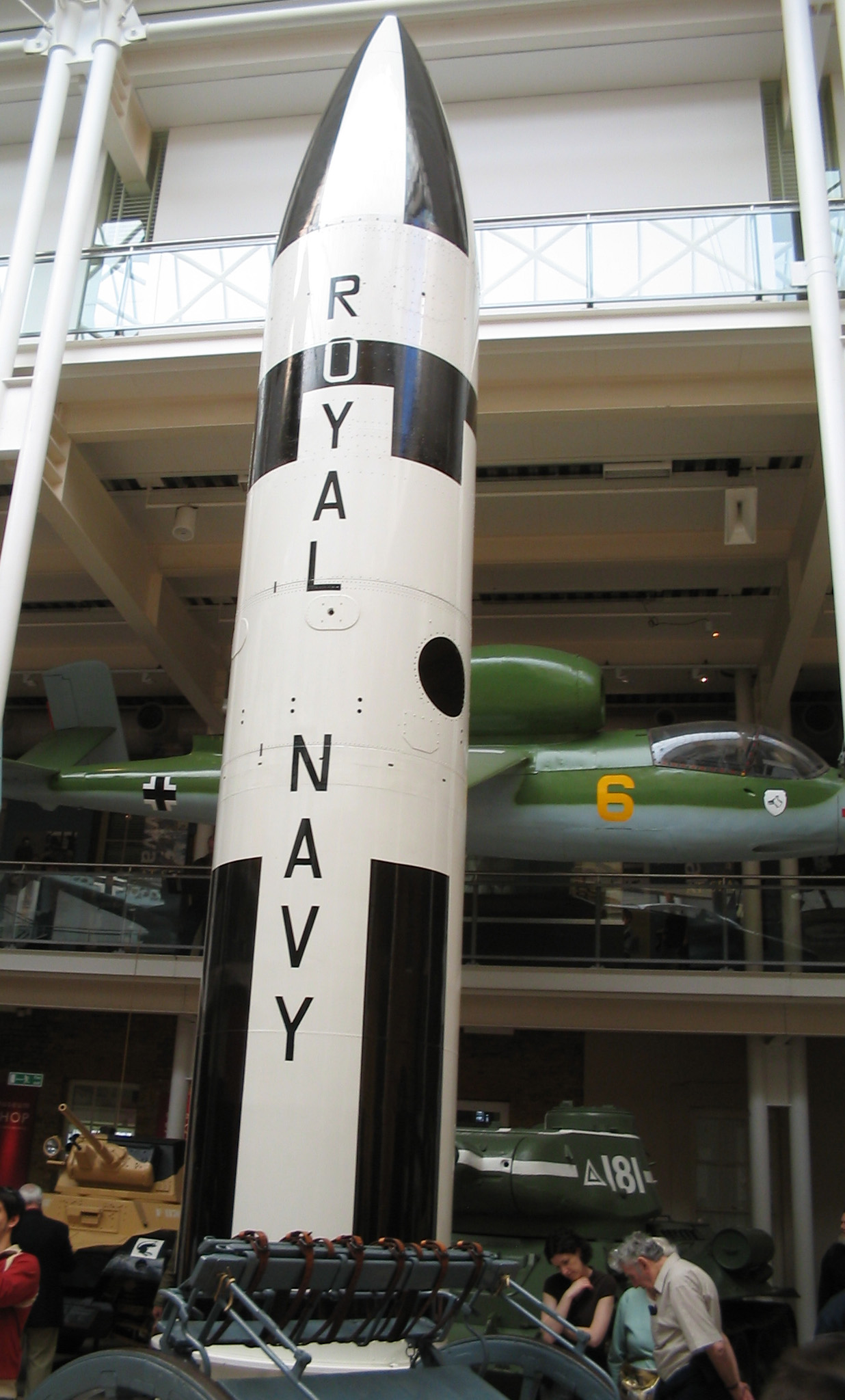
Британська ракета Polaris в Імперському воєнному музеї

Від самого початку програми Polaris передбачалось, що союзники США також отримають доступ до неї. У 1962 було узгоджено домовленість у Нассау, відповідно до якої США мало надати Великій Британії ракети та усе необхідне для їх запуску устаткування. В свою чергу англійці мали розробити свої боєголовки а також виготовити п'ять підводних човнів (пізніше це число зменшили до чотирьох). Остаточно угоду підписали 6 квітня 1963.
Командування британськими ракетами передавалось ОЗС НАТО в Європі з умовою, що у випадку національної небезпеки їх можна буде використовувати. У будь-якому випадку, використання будь-яких балістичних ракет можливе лише з дозволу прем'єр-міністра.
Оперативним управлінням підводними човнами, оснащеними ракетами Polaris, займався Верховний головнокомандувач ОЗС НАТО в Атлантиці (SACLANT), який знаходився у Норфолку, штат Вірджинія. Зазвичай це завдання передавалось його заступнику (COMEASTLANT) в Східно-Атлантичному регіоні, яким завжди був британський адмірал.
Проєкт Polaris став найбільшим у післявоєнній історії Королівського флоту. 15 лютого 1968 року підводний човен HMS Resolution першим отримав нове озброєння. Усі королівські ПЧАРБ відносились до бази Клайд.

### Chevaline
Американський проєкт не передбачав подолання систем протиракетної оборони, однак англійці хотіли бути впевнені, що навіть один підводний човен зможе, в разі чого, пробити протиракетний щит над Москвою. Для цього було реалізовано програму Chevaline: боєголовки вдосконалили, додавши можливість випускати хмари дипольних відзеркалювачів, роздільні бойові частини та інші технології. Боєголовка Chevaline розділялась на шість частин, потужністю по 40 кт кожна.
Перші тестові запуски ракет Chevaline відбулись 23 травня 1974, а перший оснащений ними ПЧАРБ став на бойове чергування в середині 1982.